# Kadnikow
Kadnikow (russisch Кадников) ist eine Kleinstadt in Nordwestrussland. Sie liegt in der Oblast Wologda und hat 4796 Einwohner (Stand 14. Oktober 2010).

## Geographie
Die Stadt liegt etwa 45 km nordöstlich der Oblasthauptstadt Wologda am Fluss Sodima im Einzugsbereich der Nördlichen Dwina.
Kadnikow ist dem Rajon Sokol administrativ unterstellt. Die nächstgelegene Stadt und Kreiszentrum Sokol befindet sich 12 Kilometer südwestlich von Kadnikow.

## Geschichte
Kadnikow entstand aus einem 1492 eingerichteten Wachtposten, der ursprünglich dem Schutz eines nordrussischen Handelsweges diente. Der Ortsname stammt von der altrussischen Berufsbezeichnung kadnik (etwa „Böttcher“) ab, was auf die einstige Bedeutung des Ortes für das Handwerk hindeutet.
1780 erhielt Kadnikow im Zuge einer allrussischen Verwaltungsreform Stadtrecht und war noch bis ins 20. Jahrhundert hinein Kreisstadt im Wologdaer Gouvernement des Russischen Zarenreichs. Nachdem jedoch Anfang des 20. Jahrhunderts die Hauptstrecke der russischen Nordeisenbahn von Wologda nach Archangelsk unter Umgehung Kadnikows verlegt wurde, verlor die Stadt wirtschaftlich an Bedeutung.

### Bevölkerungsentwicklung
| Jahr | Einwohner |
| ---- | --------- |
| 1897 | 2406      |
| 1926 | 2300      |
| 1939 | 3219      |
| 1959 | 3193      |
| 1970 | 3533      |
| 1979 | 5338      |
| 1989 | 5312      |
| 2002 | 5362      |
| 2010 | 4796      |

Anmerkung: Volkszählungsdaten (1939 gerundet)

## Wirtschaft und Verkehr
Kadnikow ist bis heute vorwiegend landwirtschaftlich geprägt. Wichtigster Industriebetrieb ist die Nahrungsmittelfabrik Wologodski, die unter anderem für ihre Kartoffelchips bekannt ist.
Über die durch Kadnikow verlaufende Fernstraße M8 bestehen Busverbindungen in größere Städte der Oblaste Wologda und Archangelsk. Ein direkter Eisenbahnanschluss fehlt bis heute: der nächste Bahnhof befindet sich 20 km stadtauswärts in der Nähe von Sokol.

## Sehenswürdigkeiten
Die Altstadt rund um die Rosa-Luxemburg-Straße wird von ein- bis zweistöckigen, teilweise hölzernen Altbauten geprägt. Zu den wichtigsten Sehenswürdigkeiten Kadnikows gehört das Geschichtsmuseum der Stadt, die Grigori-Pelschemski-Kapelle sowie die Prophet-Elijah-Kirche aus dem 17. Jahrhundert, die sich drei Kilometer außerhalb der Stadt befindet.